# Granaderos Panzer

Las correas de los hombros gris / verde, distintivas de las unidades Panzergrenadier.

Granaderos Panzer es la traducción al español del término de origen alemán (Panzergrenadierⓘ), que suele abreviarse como PzGren o Pzg. Se usa para referirse a las tropas de Infantería Motorizada o mecanizada, y empezaron a emplearse a mediados de la Segunda Guerra Mundial. Este tipo de tropas están en servicio hoy día en los Ejércitos de las Fuerzas Armadas de Austria, en el Ejército alemán y en el Ejército de Suiza.

Las insignias típicas en el cuello de las unidades Panzergrenadier.

## Orígenes
El término Panzergrenadier fue adoptado en 1942 por el Heer (Wehrmacht). Hasta entonces, los Regimientos de Infantería en las Divisiones panzer recibían el nombre de Tiradores, (Schützen); llevaban el mismo color rosa en sus waffenfarbe que las tripulaciones de tanques y cazacarros (aunque con una S rúnica superpuesta para distinguirlos), mientras que los soldados de las unidades especializadas de Infantería Motorizada seguían llevando el blanco estándar entre las tropas de infantería.
En 1942, después de que todos los Regimientos de Infantería fueron renombrados como Regimientos de Granaderos por orden de Hitler, en homenaje al Ejército de Federico el Grande, tanto los Regimientos de Tiradores como los de Infantería Motorizada fueron redenominados como Granaderos Panzer. El color de su waffenfarbe pasó del blanco y el rosa anteriores a un tono verde llevado hasta entonces por las tropas en motocicleta. Por razones logísticas, algunas unidades no cambiaron sus insignias hasta 1943, y algunas unidades veteranas de Panzerschützen ignoraron las nuevas regulaciones y conservaron sus insignias de color rosa hasta el final de la guerra.

## UnidadesPanzergrenadier
El término Panzergrenadier se aplica por igual tanto para los componentes de infantería de las Divisiones Panzer, así como a las actuales divisiones militares conocidas como Divisiones Panzergrenadier. La mayor parte de las Divisiones PzGren del Ejército alemán PzGren. se crearon a través de las actualizaciones de las divisiones de infantería ordinarias; en primer lugar las divisiones de Infantería Motorizada y luego las Divisiones PzGren, conservando su denominación numérica dentro de la serie de Divisiones de Infantería en todo el proceso. Esto incluyó la 3.ª, 14.ª, 15.ª, 16.ª, 18.ª, 20.ª, 25.ª, y las divisiones de la 29.ª. Otros, como la División Grossdeutschland, se constituyeron a lo largo del curso de la guerra, en varias ocasiones para aumentar el tamaño de un regimiento de élite o de un batallón. El Waffen-SS también creó varias Divisiones PzGren por los mismos métodos, o mediante la creación de nuevas divisiones a partir de cero durante el transcurso de la guerra. Un número de Divisiones PzGren, tanto del Ejército Alemán como del Waffen-SS pasaron a las divisiones Panzer mientras la guerra avanzaba.
Las divisiones Panzergrenadier fueron organizadas como formaciones de armas combinadas, por lo general con seis batallones de infantería sobre camiones organizados en dos o tres regimientos, un batallón de tanques, y el complemento de una división ordinaria de artillería, unidades de reconocimiento blindado, zapadores, armamento antitanque y de defensa antiaérea, y así sucesivamente. Todos estos elementos de soporte también contaban con una División Mecanizada de PzGren, aunque la mayor parte de la artillería estaban equipadas con cañones antitanque y antiaéreos, los cañones eran remolcados por camiones en lugar de los modelos, relativamente escasos, de vehículos blindados y cañones autopropulsados. En la práctica las Divisiones PzGren fueron equipadas a menudo con cañones de asalto pesados en lugar de tanques, debido a una escasez crónica de tanques en las fuerzas armadas alemanas. En las pocas unidades de élite, por el contrario, los batallones de tanques podían tener un plus de armas pesadas para sus elementos antitanques, y también vehículos blindados de transporte para algunos de sus batallones de infantería.
Sobre el papel, una División Panzergrenadier disponía de un batallón de tanques menos que una División Panzer, pero contaba con dos batallones de infantería, y por lo tanto era casi tan fuerte como una División Panzer, especialmente a la defensiva. De 226 Batallones de Panzergrenadier en el conjunto del ejército alemán, la Luftwaffe y el Waffen SS en septiembre del año 1943, solo 26 estaban equipados con semiorugas blindados, poco más de 11%. El resto fue equipado con camiones.

## Panzergrenadieren la Defensa Federal

### Misiones y Conceptos
En la Bundeswehr Defensa Federal, los Panzergrenadiere actúan como infantería mecanizada y como escolta de vehículos blindados y tanques.
De acuerdo con la Regulación Central del Ejército Alemán HDV 100/100 (Estado del año 2000), el Panzergrenadiertruppe y su cooperación con otras tropas blindadas se caracteriza por lo siguiente:

Zu den Gepanzerten Kampftruppen gehören die Panzertruppe und die Panzergrenadiertruppe. [...] Die Panzergrenadiertruppe eignet sich auf Grund ihrer Beweglichkeit und des Schutzes ihrer gepanzerten Gefechtsfahrzeuge besonders für den schnellen Wechsel zwischen auf- und abgesessener Kampfweise, um die Stoßkraft gepanzerter Truppen sicherzustellen. [...] Das unmittelbare und enge Zusammenwirken von Panzertruppe und Panzergrenadiertruppe ist neben der Zusammenarbeit mit der Kampfunterstützung Voraussetzung für den Erfolg. Ihre Vielseitigkeit und Reaktionsfähigkeit versetzt sie in die Lage, die Initiative zu erringen und zu erhalten und eine Entscheidung herbeizuführen."

Las fuerzas militares blindadas consisten en la Panzertruppe y la Panzergrenadiertruppe. [...] Debido a la movilidad y la protección que ofrecen sus vehículos blindados de combate, el Panzergrenadiertruppe es especialmente adecuado para los cambios rápidos entre el combate montado y desmontado para mantener el impulso de las tropas blindadas. [...] La colaboración directa y estrecha de la Panzertruppe y Panzergrenadiertruppe es, junto a la cooperación del apoyo en combate, obligatorio para tener éxito. Su versatilidad y reactividad les permite obtener y mantener la iniciativa y llevar a cabo las misiones con determinación.

De acuerdo con la HDv 231/100, un Batallón - Panzergrenadier'' se caracteriza en combate por los siguientes aspectos

"Das Gefecht des Bataillons ist gekennzeichnet durch:
- die Verbindung von Feuer und Bewegung,
- den angriffsweisen Stoß im Verbund mit Kampfpanzern,
- den schnellen Wechsel der Kampfweise zwischen auf- und abgesessenem Kampf,
- das enge Zusammenwirken der auf- und abgesessenen Kräfte,
- das vor allem beweglich geführte Gefecht, [...]"

"Los batallones de combate se caracterizan por los aspectos siguientes:
- la combinación de fuego y movimiento,
- ataque en conjunto con los tanques principales en la batalla
- cambios rápidos entre montaje y desmontaje en combate,
- una estrecha cooperación entre el montaje y desmontaje de fuerzas,
- el combate particularmente móvil, [...]"

### UnidadesPanzergrenadierde la Defensa Federal
Debido al proceso de transformación de la Defensa Federal (Bundeswehr) a partir del año 2002, el número de batallones Panzergrenadier va a ser reducido. Una brigada blindada de las Fuerzas de Intervención (Eingreifkräfte) incluirá un batallón Panzergrenadier, mientras que las brigadas mecanizadas de las Fuerzas de Estabilización (Stabilisierungskräfte) contará con dos Batallones de Panzergrenadier. Los Batallones de Panzergrenadier consisten normalmente en una compañía en el cuartel general, tres compañías de combate, y una compañía de instrucción adicional. El actual Ejército alemán dispone de ocho batallones de Panzergrenadier activos:
- Batallones de Fuerzas de Intervención (Eingreifkräfte):
  - Panzergrenadier 92 Batallón de Demostración (Panzergrenadierlehrbataillon 92, Munster)
  -  Panzergrenadier' 212 Battallón (Panzergrenadierbataillon 212, Augustdorf)
- Battallones Fuerzas de Estabilización (Stabilisierungskräfte):
  -  Panzergrenadier 112 Battallón (Panzergrenadierbataillon 112, Regen)
  -  Panzergrenadier 122 Battalion (Panzergrenadierbataillon 122, Oberviechtach)
  -  Panzergrenadier 371 Battallón (Panzergrenadierbataillon 371, Marienberg)
  -  Panzergrenadier 391 Battallón (Panzergrenadierbataillon 391, Bad Salzungen)
  -  Panzergrenadier 401 Battallón (Panzergrenadierbataillon 401, Hagenow)
  -  Panzergrenadier 411 Battallón 411 (Panzergrenadierbataillon 411, Viereck)
- Además, en el año 2008 dos Batallones Panzergrenadier inactivos formaron:
  - Panzergrenadier 908 Battallón (Panzergrenadierbataillon 908, Viereck) con el Panzergrenadier 411 Batallón como unidad de abastecimiento y mantenimiento
  - Panzergrenadier 909 Battallón (Panzergrenadierbataillon 909, Marienberg) con el Panzergrenadier 371 Batallón como unidad de abastecimiento y mantenimiento

La formación y desarrollo de los Panzergrenadiertruppe se realizan generalmente por el Cuerpo Armado del Centro de Formación ( Ausbildungszentrum Panzertruppen) en Munster, y su comandante con el rango de General der Panzertruppe (General de las Tropas Blindadas). Algunos cursos de formación esenciales, especialmente contr la guerra urbana y la lucha en terreno boscoso, se llevan a cabo en la Infanterieschule (Escuela de Infantería) en Hammelburg

## Equipos en la Segunda Guerra Mundial
El uso de semiorugas blindados era muy escaso en el Ejército alemán, incluso en las divisiones de élite como la División Grossdeutschland, que con dos regimientos de Panzergrenadier, solo alcanzaron un valor de unas pocas compañías de vehículos, equipadas por lo general con semiorugas Sd.Kfz. 251. La gran mayoría de soldados Schützen / Panzergrenadier fueron transportados en camiones. Además, los vehículos, en el período temprano de la guerra, adolecían de un mal desempeño fuera de las carreteras.
En 1944, un par de divisiones Panzer, con sede en Francia, disponían más que el estándar de un batallón de semiorugas SdKfz 251. La Panzer-Lehr-Division (División Acorazada de Instrucción) y, los ingenieros viajaron en su totalidad en los SdKfz 251, mientras que el Primer Batallón de ambos regimientos Panzergrenadier de la 2.ª División Panzer y de la 21.ª División Panzer estaban medio equipadas con semiorugas blindados (SdKfz 251 de transporte de tropas para dos Panzer, y las compañías de tanques ligeros con U304 (f) para 21 Panzer).

## Equipos en la actualidad

### Austria
Los dos batallones Panzergrenadier existente de las austriacas Fuerzas Armadas de Austria utilizan el vehículo blindado de combate ASCOD Pizarro / Ulan.

### Alemania
Hoy en día el principal vehículo de combate de la infantería Panzergrenadier en Alemania es el Marder IFV, que va a ser reemplazado por el Puma VIF a partir del año 2010.
El fusil de asalto G36 es el arma estándar de la infantería alemana y también es utilizado por las unidades Panzergrenadier. Para luchar contra vehículos blindados u otros objetivos difíciles cuentan con el lanzacohetes Panzerfaust 3 y el lanzamisiles antitanque MILAN. El MILAN ATGM es utilizado por una Escuadra Militar Panzergrenadier desmontada (que consta de seis soldados, debido a la cantidad de soldados transportados por el Marder y los vehículos de combate de infantería (IFV) Puma, así como los adjuntos a la torreta del Marder para proporciar a los VIF una mejora en la armadura antiblindaje. Mientras que el Marder IFVs se sustituye por el Puma, asimismo los misiles MILAN serán reemplazados por misiles Spike-ATGM para usar montado y desmontado.
Cada Escuadra Militar desmontada, por lo general también despliega una ametralladora
MG3.
Como parte del programa Future Soldier, en alemán Infanterist der Zukunft también está destinado a ser introducido en las unidades Panzergrenadier, que ya se han desplegado con los soldados alemanes en Afganistán.

### Suiza
En el año 2000, el Ejército de Suiza adquirieron 186 vehículos de combate 90 CV de infantería de Hägglunds a la empresa BAE Systems AB de Suecia. Ellos están en uso con las tropas Panzergrenadier.

### Galería de imágenes
|                                                |
| Granaderos Panzer del Heer el Frente del Este. |

| |
| Una unidad de la 16.ª División de las SS-Panzergrenadier en motocicleta en Roma, noviembre de 1943. |

|                                                                    |
| Panzergrenadier operando en el área de Aquisgrán, a fines de 1944. |

|                                                                      |
| Un cañón de asalto Sturmgeschütz III, alcanzado por un ataque aéreo. |

|                                                                                                  |
| Tropas de la División Wiking avanzando por el Cáucaso durante la Operación Azul, verano de 1942. |

|                                                                                             |
| Dos Panzergrenadier del actual Heer, en un puesto de alerta en unas maniobras durante 2006. |

|                                                  |
| Un Marder IFV lanzado un misil antitanque MILAN. |

|                                        |
| Un Pz2000 (CV 90) suizo en un desfile. |